# Peter Waterkortte
Peter Waterkortte (* 27. Oktober 1900 in Münster; † 28. Februar 1950) war ein deutscher kommunistisch orientierter Journalist und Politiker.
Waterkortte war zwischen 1926 und 1927 Jugendsekretär bei der Kommunistischen Jugend und arbeitete danach bei der kommunistischen Zeitung Freiheit. Zu Beginn der Zeit des Nationalsozialismus wurde er im Konzentrationslager Börgermoor inhaftiert. Durch die Folgen der Haft erblindete er. Da die Nationalsozialisten ihn daher für ungefährlich hielten, wurde er entlassen und ein Hochverratsprozess wurde eingestellt. Im Jahr 1945 war er Stadtverordneter in Düsseldorf, ein Jahr später neben dem Oberbürgermeister Karl Arnold Bürgermeister und seit 1947 erneut Stadtverordneter. Beruflich war er wieder als Journalist tätig.
Waterkortte gehörte dem ersten Ernannten Landtag von Nordrhein-Westfalen im Jahr 1946 an. In den gewählten ersten Landtag kam er als Nachrücker im Jahr 1949.